# Guadiana Menor
El río Guadiana Menor es un río del sur de España, uno de los principales afluentes del río Guadalquivir, por la margen izquierda. Tiene una longitud total de 182 km (íncluida la longitud de sus tramos altos conocidos como río Baza y río Gallego), y drena una amplia cuenca de 7251 km². Administrativamente, discurre por las provincias de Granada y Jaén de la comunidad autónoma de Andalucía.
La Confederación Hidrográfica del Guadalquivir publicó en 1977 un libro, llamado Guadalquivires, en el que daba por buena la tesis de que la verdadera fuente del Guadalquivir es el río Guadiana Menor—Barbata, como un único río.

## Toponimia
El nombre tiene un origen independiente del río Guadiana, pues proviene de su nombre original hispano (Anas) con el prefijo Wadi.

## Geografía
La denominación de Guadiana Menor se aplica usualmente al tramo situado aguas abajo de la confluencia del río Fardes con el Barbata o Guardal. Sus principales afluentes son los ríos Fardes y Guadahortuna por la izquierda y ríos Ceal y Toya por la derecha, además de los que vierten al Barbata aguas arriba: el Castril, el Cúllar y el Guadalentín, que no debe confundirse con el afluente del río Segura. 
En el río Barbata-Guardal se encuentra el embalse del Negratín (provincia de Granada). En algunos casos se ha aplicado también el nombre de «Guadiana Menor» al tramo de aguas existentes entre dicho embalse y la confluencia con el río Fardes. Antiguamente, este tramo era llamado «el río Grande», por el gran aumento de caudal que se producía al llegar al Guardal-Barbata los ríos Castril y Guadalentín, más caudalosos que el río principal.
Ninguna fuente atribuye la denominación de Guadiana Menor a la totalidad del curso del Barbata-Guardal, aunque técnicamente sean un mismo y único río.

## Cuenca hidrográfica
Su cuenca incluye las hoyas de Baza y Guadix, antiguo mar interior en el Plioceno que abrió sus aguas al Guadalquivir por la Cerrada del Negratín formando el actual Guadiana.
En esta antigua cuenca endorreica, a la sombra de lluvias, las precipitaciones son muy escasas, lo que sumado al carácter de su suelo formado en su mayoría por yesos provoca que los ríos que confluyen hacia el Guadiana tengan carácter intermitente e irregular. La amplia cuenca engloba terrenos de las provincias de Granada, Jaén, Albacete, Murcia y Almería. La Cañada del Salar, en la pedanía de Topares, Almería, es el punto de la cuenca del Guadalquivir dónde más distancia tiene que recorrer el agua para llegar hasta su desembocadura.
La cuenca del Guadiana Menor es la segunda en extensión de los afluentes del Guadalquivir con una superficie de 7251 km². La primera es la del río Genil.
En la siguiente tabla se intenta identificar a los afluentes primarios y secundarios de mayor longitud.
| Río                | Río                | Fuente             | Desembocadura    | Longitud (km) |
| ------------------ | ------------------ | ------------------ | ---------------- | ------------- |
| Río Guardal        | Río Guardal        | Sierra Seca        | Margen derecha   | 50,7          |
| -                  | Río Raigadas       | Sierra de la Sagra | Río Guardal      | 16,3          |
| -                  | Río Galera         | Sierra de María    | Río Guardal      | 25,4          |
| -                  | Río Huéscara       | Sierra de la Sagra | Río Galera       | 34,2          |
| -                  | Río Cúllar         | Sierra de Orce     | Río Guardal      | 35,5          |
| -                  | Río Baza           | Sierra de Baza     | Río Guardal      | 48,8          |
| -                  | Río Castril        | Sierra de Castril  | Río Guardal      | 48,1          |
| Río Guadalentín    | Río Guadalentín    | Sierra de Cazorla  | Margen derecha   | 47,6          |
| Arroyo del Baúl    | Arroyo del Baúl    | s/d                | Margen izquierda | 26,8          |
| Río Fardes         | Río Fardes         | Sierra de Huétor   | Margen izquierda | 72            |
| -                  | Río Morollón       | Sierra de la Peza  | Río Fardes       | 11            |
| -                  | Río Alhama         | Sierra Nevada      | Río Fardes       | 21,6          |
| -                  | Río Guadixb        | Sierra Nevada      | Río Fardes       | 35,7          |
| -                  | Río Gor            | Sierra de Gor      | Río Fardes       | 30,3          |
| Río Guadahortuna   | Río Guadahortuna   | Montes Orientales  | Margen izquierda | 59,1          |
| Río Ceal           | Río Ceal           | Sierra de Cazorla  | Margen derecha   | 14,9          |
| Río de Toyac       | Río de Toyac       | Sierra de Cazorla  | Margen derecha   | 25,7          |
| Río Guadiana Menor | Río Guadiana Menor | Sierra de Bazad    | Río Guadalquivir | 182           |

Notas
a También llamado río Barbata.

b También llamado río Verde.

c También llamado río Extremera.

d Incluyendo al río Baza y río Gallego.